# 比拉梅西埃
比拉梅西埃（法語：Bus-la-Mésière）是法国皮卡第大区索姆省的一个市镇，属于蒙迪迪耶区蒙迪迪耶县。该市镇2009年时的人口为167人。

## 人口
比拉梅西埃人口变化图示
| 数据来源：INSEE |